# 名義共和黨人

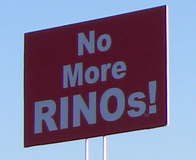
2010年發生在明尼苏达州的茶党运动中出現的「No More RINOs!」标语

名义共和党人（Republican In Name Only，縮寫RINO）是由美国共和党保守派人士所使用的贬稱，指其政治立场与該黨主流的保守意識形態不一致的共和党人。「Republican In Name Only」一用語早在1854年美國共和党成立之前就已出現。1793年，該稱呼出现在印刷品中。RINO這一稱呼在1990年代开始使用次數有所增加。